# العظم السنعي الثالث
العظم السِنعي الثالث (أو العظم السنعي للإصبع الوسطى) هو أول عظم في الأصبع الأوسط، وهو أصغر قليلا منالعظم السنعي الثاني.